# 松本英之
松本 英之（まつもと ひでゆき、1941年1月14日 - ）は、日本の化学者、群馬大学教授。
1967年3月群馬大学大学院工学研究科修士課程を修了した。1978年2月に理学博士（東京大学）を得る。

## 研究歴
- 1967年4月　 群馬大学助手（工学部応用化学科）（〜1987年9月）
- 1980年11月　米国ネブラスカ州立大学リンカーン校化学科博士研究員　（〜1981年11月）
- 1987年10月　群馬大学助教授
- 1990年4月　群馬大学教授

## 研究テーマ
有機化学、有機金属化学、有機ケイ素化学

## 主な著書
- 実験室の笑える?笑えない!事故実例集（共著） (ISBN 4-06-153397-5)